# 法律認識錯誤
法律認識錯誤（德語：Verbotsirrtum）或稱禁止錯誤，亦稱違法性錯誤（德語：Tatbestandsirrtum），是指行為人錯誤地認為其行為沒有違法性。根據刑法犯罪三階理論，該行為不具罪責、不能通過第三階層檢驗，因此不可罰。
與此相對，若行為人對其行為在事實層面合致於何種構成要件具有認識錯誤，則為構成要件錯誤。若行為人誤認為其有阻卻違法事由，則為許可認識錯誤。而若相反，行為人誤認為其本不違法的行為違法，則形成誤想犯。
德國刑法第17條規定：
若行為人做出行為之時缺乏對其行為錯誤之瞭解，且若此認識錯誤無可避免，則其行為不具罪責。若行為人本應能夠避免該認識錯誤，則可依據第49條第1款從輕處罰。
因「不知法律不免責」原則，由法律認識錯誤而免責的情形僅限制於該認識錯誤無可避免之時。法律認識錯誤無可避免之情形極少得到認定。
德國適用該原則的第一案為曼内斯曼案。曼内斯曼案中，沃达丰惡意收購曼內斯曼。曼內斯曼首席執行官克勞斯·埃塞爾，依德國刑法266條，受指控背信罪（德語：Untreue）。彼時獲得受害人同意是否可為背信罪之阻卻違法事由尚有爭議，因此埃塞爾在杜塞爾多夫地方法院初審獲判無罪。隨後，公訴方上訴至德国联邦最高法院。德國聯邦最高法院裁定，初審法院認定法律認識錯誤無可避免理由不足，發回重審。杜塞爾多夫地方法院再審期間，公訴方撤訴。